# Ми-34
Ми-34 (по кодификации НАТО: Hermit — «Отшельник») — лёгкий многоцелевой вертолёт.

## История
Вертолёт разрабатывался по заказу ДОСААФ в качестве лёгкого учебно-спортивного вертолёта для замены использовавшихся для этих целей вертолётов Ми-1 и Ми-2. Производство планировалось развернуть на Закарпатском машиностроительном заводе в посёлке Дубовое, где была выполнена технологическая подготовка производства, изготовлена оснастка, освоена технология. Однако из-за распада СССР закарпатское предприятие передало только одну экспериментальную машину в КБ Миля и на этом программа производства была закрыта.
Было начато производство вертолётов малой серией на Арсеньевском авиационном заводе с последующей их доводкой на МВЗ.
Первый опытный вертолёт Ми-34 совершил первый полёт 17 ноября 1986 года (лётчик-испытатель Б. В. Савинов).

### Ми-34С1
20 февраля 2011 года информагентство «Интерфакс-АВН», ссылаясь на источник в оборонно-промышленном комплексе, объявило о том, что холдинг «Вертолёты России» завершает строительство вертолёта Ми-34С1 и ведёт разработку новой модификации этой машины. Согласно заявлению, первый полёт Ми-34С1 планируется на май-июнь 2011 года, после чего начнутся его лётные испытания (собираемый второй экземпляр также будет подключён к лётным испытаниям). Заводские испытания Ми-34С1 должны завершиться также в 2011 году, после чего для сертификационных испытаний будет проведено порядка 130—150 полётов. В начале марта 2011 года вертолёт был представлен на авиационной выставке Heli Expo, проходящей в Орландо, США.
В качестве одной из главных доработок Ми-34С1 называется замена двигателя М-14 на новый, более мощный поршневой двигатель М-14В26В1, а также замена авионики. Поставка первого двигателя М-14В26В1 производства Воронежского ОКБ моторостроения запланирована на март 2011 года, второго — на апрель—май 2011 года.
В августе 2011 года Ми-34С1 был представлен публике на авиасалоне МАКС.
В 2012 году проект лёгкого многоцелевого вертолёта Ми-34 закрыт. Возможной причиной является неконкурентоспособность Ми-34 с основным конкурентом на российском рынке лёгких вертолётов, Robinson R44 .
В 2020 году в Перми напротив предприятия «Редуктор-ПМ» был установлен на постамент один вертолет Ми-34.

## Участие в спортивных соревнованиях
С 22 июня по 7 июля 2007 года российская команда по вертолётному спорту HeliRussia Team в составе Михаила и Юрия Казачковых при поддержке ОПК «Оборонпром» и холдинга «Вертолёты России» подготовила и провела уникальное европейское турне: впервые в истории российские спортсмены выступили на вертолёте Ми-34С (RF-67739) и заняли призовые места в национальных чемпионатах трёх европейских стран: Великобритании, Италии и Франции.

## Модификации
| Ми-34    | Базовая модификация с двигателем М-14В26В.                                                                  |
| Ми-34ВАЗ | Опытный вертолёт с двумя роторно-поршневыми двигателями ВАЗ-426. Переоборудован из ранее выпущенного Ми-34. |
| Ми-34П   | |
| Ми-34C   | Модификация, оборудованная в соответствии с сертификационными требованиями эквивалентными АП-27 (FAR-27).   |
| Ми-34С1  | С двигателем М-9ФВ, 420 л.с., 500 моточасов до ремонта.                                                     |
| Ми-34М1  | Прототип гражданской версии Ми-34С1, переоборудованный в 2024 г. в Ми-34М1 с двигателем ВК-650В             |

Для улучшения лётных характеристик рассматривалась установка на вертолёт ряда отечественных и зарубежных двигателей. Также на базе Ми-34 предлагалось создать беспилотный летательный аппарат (Ми-34БП).

## Лётно-технические характеристики (Ми-34С)
Источник данных: РЛЭ Ми-34С

Технические характеристики
- Экипаж: 1-2
- Пассажировместимость: 2-3
- Длина: 8,851 м (без учёта несущего и рулевого винтов)
- Диаметр несущего винта: 10,0 м

- Диаметр рулевого винта: 1,48 м

- Высота: 2,75 м (по втулке несущего винта)
- Масса снаряжённого: 1137 кг
- Максимальная взлётная масса: 1450 кг
- Масса топлива во внутренних баках: 131 кг
- Силовая установка: 1 × ПД М-14В26В/М-9ФВ
- Мощность двигателей: 1 × 325 л.с./365 л.с.

Лётные характеристики
- Максимально допустимая скорость: 200 км/ч (при полётной массе более 1350 кг)
- Крейсерская скорость: 155 км/ч (при полётной массе более 1350 кг)
- Практическая дальность: 349 км
- Практический потолок: 4000 м (при взлётной массе 1280 кг)
- Статический потолок: 900 м

## Сравнение современных гражданских вертолётов КБ Камова и Миля
|                                           | Ка-226            | Ми-2              | Ансат                           | Ми-34С1                 | Robinson R44                  |
| ----------------------------------------- | ----------------- | ----------------- | ------------------------------- | ----------------------- | ----------------------------- |
| Экипаж                                    | 1-2               | 1                 | 1-2                             | 1-2                     | 1                             |
| Пассажировместимость (чел)                | 4-7               | 10                | 7                               | 2-3                     | 3                             |
| Грузоподъёмность/ на внешней подвеске, кг | 1 000             | 800               | 1235                            | 400                     | 380                           |
| Максимальная взлётная масса, кг           | 3 400             | 3 700             | 3 600                           | 1 450                   | 1089                          |
| Силовая установка                         | ГТ 2 × Arrius 2G1 | 2 × ГТД ГТД-350   | 2 × ТВД Pratt & Whitney РW-207K | 1 × ПД М-14В26В/(М-9ФВ) | 1 × Lycoming O-540 или IO-540 |
| Мощность двигателей, л. с.                | 580 л. с          | 2 × 400 (298 квт) | 2 × 630                         | 1 × 325 (365)           | 1 × 260                       |
| Крейсерская скорость, км/ч                | 195               | 190               | 250                             | 155                     | 210                           |
| Практическая/перегоночная дальность, км   | 600               | 360/620           | 460/525                         | 350                     | 650                           |
| Статический/Динамический потолок, м       | 4100/5700         | 2000/4050         | 2530/5500                       | 3200/6100               | 1500/4250                     |

## Эксплуатанты
По состоянию на 27 февраля 2013 года
- Россия

- ОКБ М. Л. Миля — 2 опытных вертолёта модификации Ми-34С1.

- Румыния

- 2 вертолёта Ми-34С, зарегистрированные на частные лица.

- Новая Зеландия

- Неназываемая новозеландская компания приобрела в 2013 году шесть вертолётов Ми-34С из наличия ВВС Нигерии. Все поставлены в декабре 2013 года. Из них четыре проходят ремонт на предприятии авиаремонтной компании Heli Maintenance, один был разобран на запчасти, а судьба ещё одного повреждённого вертолёта не определена

### Бывшие эксплуатанты
- Россия

- Главное управление внутренних дел Москвы — 2 Ми-34
- Башкирские авиалинии — 5 Ми-34С

- Казахстан

- Авиаслужба ГУВД Алматы — в 2003 году 2 вертолёта Ми-34С были куплены для авиаслужбы ГУВД Алматы, но из-за слабой мощности двигателей и, вследствие этого, малой высотности вертолётов, эксплуатация была прекращена.

- Нигерия

- ВВС Нигерии — всего в Нигерию в 2001—2002 годах было поставлено 9 вертолётов Ми-34С, которые планировалось использовать в качестве учебных машин для пилотов, летающих на Ми-35П. Но в ходе эксплуатации обнаружился низкий ресурс редуктора несущего винта (300 часов вместо заявленных при продаже 1,5 тысячи) и по выработке ресурса эксплуатация была прекращена.

- Босния и Герцеговина

- ВВС Боснии и Герцеговины — 1 Ми-34, приобретённый для обучения пилотов в конце 90-х годов.

## Потери
| Дата       | Бортовой номер | Место аварии                 | Жертвы  | Краткое описание |
| ---------- | -------------- | ---------------------------- | ------- | --- |
| 27.02.1989 | 01             | Чкаловский, Щёлково          | 1/н. д. | Разбился во время испытательного полёта при неблагоприятных погодных условиях из-за конструктивных недоработок. Погиб лётчик-испытатель Б. В. Савинов. |
| 12.07.2008 | YR-XFC         | Возле города Мошонмадьяровар | 0/4     | Во время полёта задел ЛЭП и упал в реку Дунай. На борту находились пилот и три пассажира.                                                              |